# Hebardacris
Hebardacris es un género de saltamontes de la subfamilia Melanoplinae, familia Acrididae, y está asignado a la tribu Podismini. Este género se distribuye en el estado de California en Estados Unidos.

## Especies
Las siguientes especies pertenecen al género Hebardacris:
- Hebardacris albida (Hebard, 1920)
- Hebardacris excelsa (Rehn, 1907)
- Hebardacris mono Rehn, 1964